# Русецкая, Маргарита Николаевна
Маргари́та Никола́евна Русе́цкая (в девичестве — Хро́мова, род. 2 декабря 1972, Москва) — российский филолог, логопед, организатор образования и науки. Директор Корпоративного университета московского образования (с 12.08.2022 по 23.05.2024). Ректор Государственного института русского языка им. А. С. Пушкина (с 2013 по 2022). Член Общественной палаты РФ (2017—2019). Заместитель председателя Общественной палаты Москвы (2016—2019). Член Совета при Президенте Российской Федерации по русскому языку. Член Правительственной комиссии по русскому языку (с 29 октября 2020 года). Член партии «Единая Россия», член Регионального политического совета партии.
С 2009 года имеет учёную степень доктор педагогических наук. Учёное звание, присвоенное Министерством науки и высшего образования — доцент. В 2018 году присвоено почётное звание Заслуженный деятель науки РФ.
Депутат Московской городской Думы седьмого созыва по тридцатому одномандатному избирательному округу с 2019 года.

## Биография
Родилась 2 декабря 1972 года в Москве.
В школьные годы была пионером, принимали в пионеры в Музее Ленина. В 6 классе Русецкую за отличную учёбу и активную работу отправили в пионерский лагерь «Артек» на международную смену.
После восьмого класса Маргарита Хромова поступила в педагогическое училище. Окончив его, поступила в Московский педагогический государственный университет им. В. И. Ленина на дефектологический факультет. В 1997 году окончила университет по специальности «логопедия с дополнительной специальностью филология». В годы учёбы родила сына.
После университета работала в школе на Кировоградской улице учителем-логопедом.
В 1998—1999 годах работала учителем-логопедом логопедического пункта № 23 при общеобразовательных школах Южного округа города Москвы.

### МГПУ
В 2001 году окончила аспирантуру Московского городского педагогического университета. В том же году начала работать в МГПУ: старший преподаватель, доцент кафедры логопедии факультета специальной педагогики и специальной психологии.
22 мая 2003 года в МПГУ защитила диссертацию на соискание ученой степени кандидата педагогических наук по специальности 13.00.03 «коррекционная педагогика (логопедия)». Тема диссертации — «Взаимосвязь дислексии с нарушениями устной речи и зрительных функций у младших школьников»; официальные оппоненты Г. В. Чиркина и Л. И. Белякова.
С 2006 года — директор научно-исследовательского института столичного образования (НИИСО), структурного подразделения МГПУ. НИИ был учреждён Московским городским педагогическим университетом и Департаментом образования города Москвы в 1998 году.
В 2006—2011 годы проректор МГПУ по инновационной деятельности. 17 декабря 2009 года в Институте коррекционной педагогики РАО защитила докторскую диссертацию «Стратегия преодоления дислексии учащихся с нарушениями речи в системе общего образования» (научный консультант Г. В. Чиркина; оппоненты И. А. Коробейников, Л. В. Лопатина, О. С. Орлова).

### Департамент образования города Москвы
В 2011—2013 годах работала в Департаменте образования города Москвы, сначала начальником Управления комплексного анализа и стратегического развития системы образования, в дальнейшем заместителем руководителя департамента (2012—2013).
В 2013 году окончила Российскую академию государственной службы при Президенте РФ (ныне — РАНХиГС) по направлению «Экономика», получила второе высшее образование магистра экономики.

### Государственный институт русского языка им. А.С. Пушкина
С 17 декабря 2013 года исполняла обязанности ректора Государственного института русского языка имени А. С. Пушкина; одновременно продолжает преподавать в Московском городском педагогическом университете, профессор кафедры логопедии Института специального образования и комплексной реабилитации.
Член Совета по русскому языку при Правительстве РФ, член Правления Российского общества преподавателей языка и литературы; вице-президент Международного гуманитарного общественного фонда «Знание»; председатель Правления Фонда поддержки российского учительства, вице-президент общественной профессиональной организации «Российская ассоциация дислексии», Член Научно-экспертного совета при Председателе Совета Федерации РФ.
Приняла участие в масштабных международных акциях по продвижению русской классической литературы: проекте компании Google — прямой трансляции на YouTube прочтения романа Л. Н. Толстого «Каренина. Живое издание» (октябрь 2014) и театрализованных онлайн-чтениях произведений А. П. Чехова «Чехов жив» (сентябрь 2015 года).
Является сторонницей Единого государственного экзамена и принимает активное участие в популяризации системы ЕГЭ.
Автор идеи и инициатор международной волонтерской программы «Послы русского языка в мире» (старт программы в 2015 году), Премии профессионального признания за вклад в продвижение русского языка (проводилась с 2015 по 2021 год). Инициатор исследования, разработчик методики и член авторского коллектива «Индекса положения русского языка в мире) (2020; 2021). Инициатор Костомаровского форума (в честь основателя, первого ректора Института Пушкина, академика В.Г.Костомарова).
Автор идеи проекта «Литературные гостиные Института Пушкина», а также инициатор космических сезонов литературных гостиных совместно с Госкорпорацией «Роскосмос» при участии российских космонавтов Сергея Рыжикова и Олега Артемьева.

### Общественно-политическая деятельность

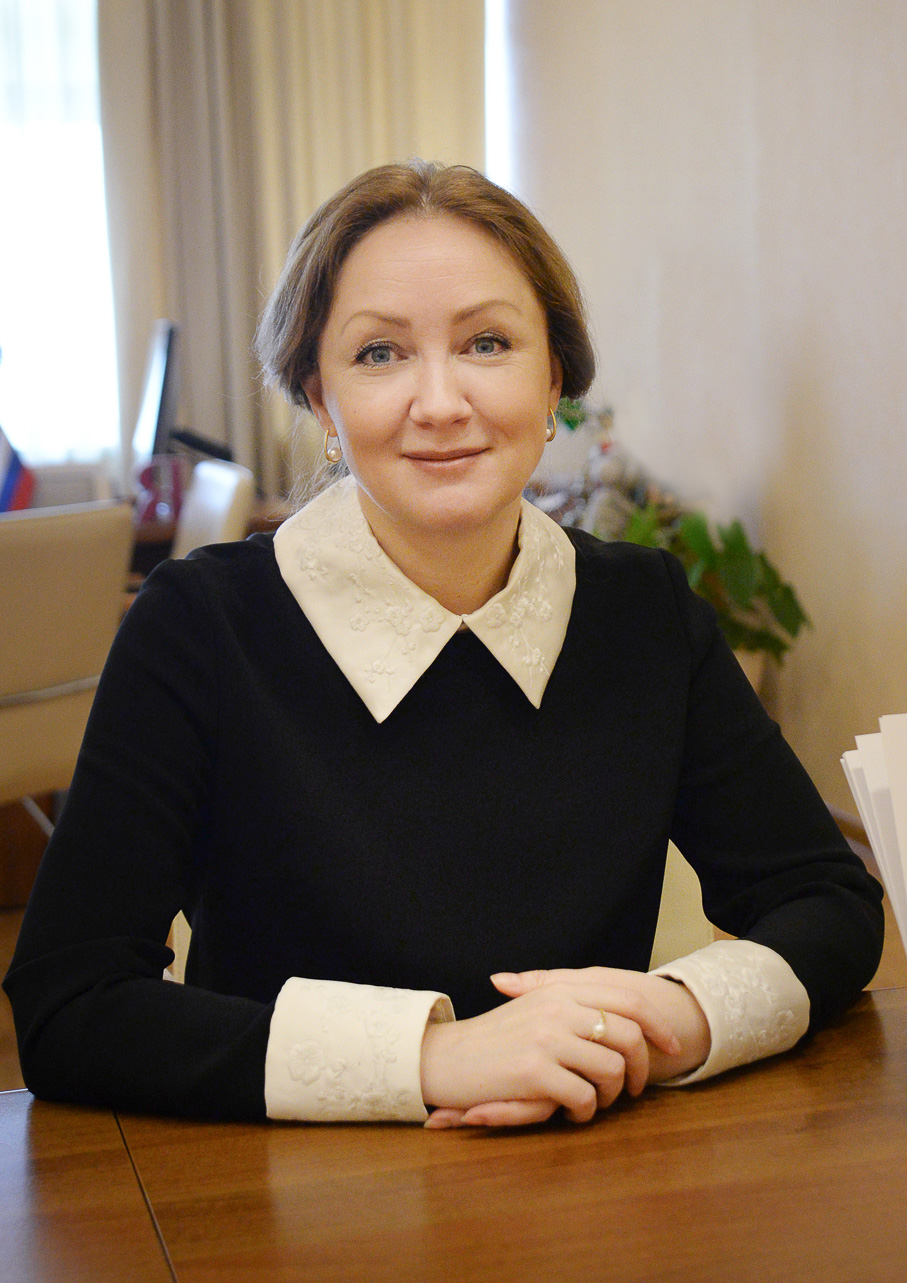
Маргарита Русецкая в 2017 году

В апреле 2016 года в Москве был сформирован второй созыв Общественной палаты Москвы (на 2016—2019 годы). Председателем был избран главный редактор «Независимой газеты» Константин Ремчуков, а Маргарита Русецкая стала одним из его заместителей.
В 2017 году избрана членом Общественной палаты РФ, в этом же году избрана членом московского политического совета партии «Единая Россия».
В июне 2018 года председатель палаты Константин Ремчуков возглавил предвыборный штаб кандидата на пост мэра Москвы Сергея Собянина и временно покинул пост председателя. На период выборов врио председателя стала Русецкая — c 2017 года член Общественного совета департамента образования и науки города Москвы.
В июне 2019 года в Москве был сформирован третий созыв Общественной палаты Москвы (на 2019—2021 годы). Председателем был вновь избран главный редактор «Независимой газеты» Константин Ремчуков, а Маргарита Русецкая вновь стала одним из его заместителей.
В июне 2020 года по поводу формулировки вопроса в избирательных бюллетенях относительно изменений в Конституцию РФ Русецкая заявила следующее: «В предложении „Вы одобряете изменения в Конституцию РФ?“, которое фигурирует в бюллетенях для голосования, все написано на русском языке, без ошибок. Просто использована сокращенная конструкция, полная версия которой выглядела бы так: «„Вы одобряете изменения, вносимые в Конституцию?“. Пропущено одно слово, которое можно легко восстановить по смыслу. В естественной речи мы часто используем сокращенные конструкции, пропуская некоторые слова».

### Московская городская дума
В апреле 2019 года Русецкая объявила, что выдвинет свою кандидатуру на предстоящих выборах в выборах в Московскую городскую думу по 30 избирательному округу (Чертаново Центральное, Чертаново Южное). В начале июня 2019 года в Москве были назначены выборы в Московскую городскую думу и в первый день приёма документов Русецкая выдвинулась кандидатом в депутаты Московской городской думы Будучи членом «Единой России», на выборы она шла как самовыдвиженец. Выказывалось мнение, что принадлежность к партии Русецкая скрывала, так как на тот момент у «Единой России» в Москве самый низкий по всей России уровень позитивного отношения, по данным фонда «Общественное мнение». Как самовыдвиженцу, Русецкой требовалось собирать подписи избирателей в количестве не менее 4800-5000 человек. В её предвыборном штабе только на сборе подписей работало более 50 человек. Ещё 25 человек занимались организационными вопросами и проверкой подписей. В начале июля окружная избирательная комиссия зарегистрировала Русецкую. Деньги на избирательную кампанию Русецкая получила от юридических лиц.
На состоявшихся 8 сентября 2019 года выборах Русецкая получила 29,46 % голосов, обойдя Романа Юнемана (29,46 % голосов) с перевесом в 84 голоса. Решающие голоса были получены Русецкой за счёт непропорционально высокой поддержки её кандидатуры на экспериментальном участке электронного голосования 5003. Итоги подсчёта не были признаны штабом Романа Юнемана, обвинившим Избирком в непрозрачности электронного голосования, а также в использовании других методов фальсификации голосов. Несмотря на обвинения в непрозрачности электронного голосования, Мосизбирком признал выборы состоявшимися. Глава Общественного штаба по контролю и наблюдению за выборами Алексей Венедиктов признал эксперимент с электронным голосованием удачным и предложил создать в Мосгордуме комиссию для контроля за выборами. В октябре 2019 года Чертановский районный суд Москвы отказал Роману Юнеману в удовлетворении исковых требований о признании недействительными результатов электронного голосования.
17 сентября вступила в должность депутата Мосгордумы 7 созыва В Мосгордуме вошла в
19 сентября Мосгордума изменила регламент формирования фракций, благодаря чему партия «Единая Россия» смогла создать в новом созыве фракцию, в которую вошло 19 депутатов-самовыдвиженцев, среди них и Маргарита Русецкая. Также Русецкая стала членом трёх комиссий: по государственному строительству и местному самоуправлению (председатель А. М. Козлов), по делам общественных объединений и религиозных организаций (председатель Н. Г. Зубрилин), по образованию (председатель Е. А. Бунимович).

## Санкции
6 марта 2022 года после вторжения России на Украину подписала письмо в поддержу российской агрессии. С 9 июня 2022 года находится под персональными санкциями Украины за поддержку войны. Также была внесена ФБК в список коррупционеров и разжигателей войны за поддержку нападения на Украину, 16 марта 2022 года форумом свободной России внесена в «Список Путина» и доклад «поджигателей войны» с предложением введения против неё международных санкций.

## Научная деятельность
Автор более 70 научных и методических публикаций по теории и практике оказания коррекционно-педагогической помощи детям с ограниченными возможностями здоровья, вопросам развития педагогического образования.

### Основные работы
Источник — Электронные каталоги РНБ
- Русецкая М. Н. Взаимосвязь дислексии с нарушениями устной речи и зрительных функций у младших школьников: Автореф. дис. … канд. пед. наук. — М. : Б.и., 2003. — 20 с.
- Русецкая М. Н. Нарушения чтения у младших школьников: анализ речевых и зрительных причин. — СПб. : КАРО, 2007. — 191 с. — (Коррекционная педагогика). — ISBN 5-89815-859-6
- Русецкая М. Н. Стратегия преодоления дислексии учащихся с нарушениями речи в системе общего образования: Автореф. дис. … д-ра пед. наук. — М., 2009. — 44 с.
- Чиркина Г. В., Русецкая М. Н. Визуальный тренажер : [альбом для занятий с детьми 5-7 лет]. — М. : АРКТИ, 2007. — 72 c. — ISBN 978-5-89415-631-6
- Русецкая М.Н. Работа с детьми с особенностями развития: Инклюзивный подход - М., 2012 г - 124с.

## Санкции
С 9 июня 2022 года находится под персональными санкциями Украины.

## Награды
- грамоты Министерства образования и науки РФ, Департамента образования города Москвы
- медаль Н. Н. Моисеева «За заслуги в образовании и науке»
- Золотая медаль ВВЦ за вклад в развитие молодёжной науки.
- Премия Правительства Российской Федерации в области образования (2015)
- Награждена медалью Дашковского общества (2018) за свободу и просвещение

## Критика
По данным вольного сетевого сообщества «Диссернет», являлась автором  неэтичных научных публикаций
1. ↑  Единая Россия официальный сайт Партии / Кто есть кто. moscow.er.ru. Дата обращения: 26 июля 2019. Архивировано 23 июля 2019 года.
2. ↑  Региональный политический совет. Партия «Единая Россия». Дата обращения: 3 августа 2019. Архивировано из оригинала 25 августа 2019 года.
3. ↑  Диссертационный совет Института коррекционной педагогики (недоступная ссылка)
4. ↑  Учитель из Чертанова: как Маргарита Русецкая поздравляла членов Правительства СССР и получала премию Правительства РФ. 11.02.2019 (11 февраля 2019). Дата обращения: 11 сентября 2019. Архивировано 27 сентября 2019 года.
5. ↑  Учитель из Чертанова: Маргарита Русецкая рассказала о лучшей на свете работе, первом кабинете и мудрой маме. 25.02.2019 (25 февраля 2019). Дата обращения: 11 сентября 2019. Архивировано 27 сентября 2019 года.
6. 1 2 3 4 5 6  Институт русского языка им. А. С. Пушкина.
7. 1 2 3 4  «Россия сегодня».
8. ↑  Автореферат кандидатской диссертации Архивная копия от 29 июня 2020 на Wayback Machine на сайте РГБ
9. ↑  Обучение в НИИ столичного образования (НИИСО) МГПУ
10. ↑  Автореферат докторской диссертации Архивная копия от 27 июня 2020 на Wayback Machine на сайте РГБ
11. 1 2  Русецкая Маргарита Николаевна. ГБОУ ВО МГПУ (15 апреля 2015). Дата обращения: 14 мая 2015. Архивировано из оригинала 26 июня 2014 года.
12. ↑  Ректор Маргарита Русецкая: «Пробный ЕГЭ может стать продолжением инициативы Тотального диктанта». Дата обращения: 1 августа 2019. Архивировано 22 марта 2018 года.
13. ↑  Глава Рособрнадзора вместе с родителями сдаст ЕГЭ по русскому языку. Дата обращения: 1 августа 2019. Архивировано 16 сентября 2017 года.
14. ↑  Р. И. А. Новости. Русецкая: послы русского языка возвращаются, но миссию несут дальше. РИА Новости (7 декабря 2015). Дата обращения: 30 декабря 2022. Архивировано 30 декабря 2022 года.
15. ↑  Р. И. А. Новости. Институт Пушкина вручит премию за вклад в продвижение русского языка. РИА Новости (21 декабря 2015). Дата обращения: 30 декабря 2022. Архивировано 30 декабря 2022 года.
16. ↑  Русский вошел в топ-5 индекса глобальной конкурентоспособности языков - ТАСС. TACC. Дата обращения: 30 декабря 2022. Архивировано 30 декабря 2022 года.
17. ↑  PushkinOnline — Noticias. pushkininstitute.ru. Дата обращения: 30 декабря 2022. Архивировано 30 декабря 2022 года.
18. ↑  Руководители московских единороссов встретились с новыми членами политсовета. 17 января 2017. Ознакомительная встреча состоялась 17 января в Московском городском отделении «ЕДИНОЙ РОССИИ». Партия «Единая Россия» (17 января 2017). Дата обращения: 3 августа 2019. Архивировано из оригинала 3 августа 2019 года.
19. ↑  Архивированная копия. Дата обращения: 18 сентября 2016. Архивировано из оригинала 23 сентября 2016 года.
20. ↑  Русецкая Маргарита Николаевна Общественный совет. Дата обращения: 28 февраля 2019. Архивировано 1 марта 2019 года.
21. ↑  Маргариту Русецкую назначили и. о. председателя Общественной палаты Москвы. Дата обращения: 25 июня 2018. Архивировано 25 июня 2018 года.
22. ↑  На втором заседании Общественной палаты Москвы утвердят Комиссии и их руководящий состав. 6.06.2019. Дата обращения: 22 сентября 2019. Архивировано 22 сентября 2019 года.
23. ↑  Лингвист Маргарита Русецкая: В бюллетенях по поправкам в Конституцию нет ошибки Архивная копия от 4 июля 2020 на Wayback Machine // Российская газета, 27.06.2020
24. ↑  Ануфриева К. Лингвист заявила об отсутствии ошибки в бюллетенях по поправкам в Конституцию Архивная копия от 1 июля 2020 на Wayback Machine // Комсомольская правда, 02.07.2020
25. ↑  Ректор института Пушкина решила выдвинуться в Мосгордуму. 23.04.2019 (23 апреля 2019). Дата обращения: 18 мая 2021. Архивировано 18 мая 2021 года.
26. ↑  За день кандидатами в депутаты Мосгордумы выдвинулись 55 человек. 7.06.06.2019. Дата обращения: 22 сентября 2019. Архивировано 22 сентября 2019 года.
27. ↑  Русецкая Маргарита Николаевна - Энциклопедия кандидатов. Дата обращения: 11 июля 2020. Архивировано 11 июля 2020 года.
28. ↑  Ректор Госинститута русского языка баллотируется в Мосгордуму. Мой район. 19.08.2019. Дата обращения: 18 мая 2021. Архивировано 18 мая 2021 года.
29. ↑  Окружная избирательная комиссия по выборам депутата Московской городской Думы седьмого созыва по одномандатному избирательному округу № 30. Дата обращения: 22 сентября 2019. Архивировано 14 августа 2019 года.
30. ↑  Штабы на лямках. «Новая газета» 2.08.2019. Дата обращения: 18 мая 2021. Архивировано 18 мая 2021 года.
31. ↑  В Москве штаб Юнемана обвинил избиркомы в организации «каруселей» (Новая газета). Дата обращения: 11 сентября 2019. Архивировано 15 сентября 2019 года.
32. ↑  В Мосгоризбиркоме прокомментировали жалобу Юнемана на итоги выборов (РИА новости). Дата обращения: 11 сентября 2019. Архивировано 11 сентября 2019 года.
33. ↑  Экс-кандидат в Мосгордуму требует отменить «электронные» результаты (ИА REGNUM). Дата обращения: 11 сентября 2019. Архивировано 16 сентября 2019 года.
34. ↑  Нормальные москвичи проиграли ненормальным (mk.ru) (11 сентября 2019). Дата обращения: 16 сентября 2019. Архивировано 16 сентября 2019 года.
35. ↑  Мосгоризбирком признал выборы в МГД состоявшимися. РИА Новости (10 сентября 2019). Дата обращения: 30 сентября 2019. Архивировано 19 мая 2020 года.
36. ↑  Цифру готовят к ответу // Коммерсантъ. Архивировано 21 сентября 2021 года.
37. ↑  Суд доверился цифре. «Коммерсантъ» 31.10.2019 (30 октября 2019). Дата обращения: 18 мая 2021. Архивировано 18 мая 2021 года.
38. ↑  Вступление в должность депутатов Мосгордумы нового созыва. 17.09.2019 (17 сентября 2019). Дата обращения: 18 мая 2021. Архивировано 18 мая 2021 года.
39. ↑  Мосгордума сохранила фракцию «Единой России» для самовыдвиженцев. 9.09.2019. Дата обращения: 18 мая 2021. Архивировано 26 ноября 2020 года.
40. ↑  Фракция партии «Единая Россия» в Мосгордуме. Дата обращения: 18 мая 2021. Архивировано 18 мая 2021 года.
41. 1 2  Санкционный «Список Путина» пополнен ректорами российских ВУЗов, поддержавших войну. Форум Свободной России (16 марта 2022). Дата обращения: 3 июля 2023.
42. ↑  РУСЕЦКАЯ Маргарита Николаевна - биография, досье, активы. Война и санкции. Дата обращения: 4 июля 2023. Архивировано 1 апреля 2023 года.
43. ↑  Русецкая Маргарита Николаевна, Московская городская дума, депутат, член комиссии по государственному строительству и местному самоуправлению. Rupep. Дата обращения: 4 июля 2023. Архивировано 4 июля 2023 года.
44. ↑  RUSETSKAYA Margarita Nikolaevna (англ.). OpenSanctions (2 декабря 1972). Дата обращения: 4 июля 2023. Архивировано 4 июля 2023 года.
45. ↑  УКАЗ ПРЕЗИДЕНТА УКРАЇНИ №401/2022 Про рішення Ради національної безпеки і оборони України від 9 червня 2022 року «Про застосування персональних спеціальних економічних та інших обмежувальних заходів (санкцій)» (укр.). Дата обращения: 1 апреля 2023. Архивировано 11 июня 2022 года.
46. ↑  РУСЕЦКАЯ Маргарита Николаевна - биография, досье, активы | Война и санкции. sanctions.nazk.gov.ua. Дата обращения: 1 апреля 2023. Архивировано 1 апреля 2023 года.
47. ↑  Из коллекции: Ректоры вузов, Фигуранты Диссернета среди авторов Обращения Российского Союза ректоров в поддержку СВО. Дата обращения: 12 февраля 2023. Архивировано 12 февраля 2023 года.